# Anne Tauber
Anne Tauber, née le 19 mai 1995 à Oranjewoud, est une coureuse cycliste néerlandaise spécialiste de VTT cross-country.

## Palmarès en VTT

### Jeux olympiques
- Tokyo 2020
  - 11e du cross-country

### Championnats du monde
- Nové Město 2016
  - 6e du cross-country espoirs
- Lenzerheide 2018
  - 7e du cross-country
- Val di Sole 2021
  - 8e du cross-country

### Coupe du monde
- Coupe du monde de cross-country espoirs
  - 2016 : 3e du classement général

- Coupe du monde de cross-country
  - 2017 : 10e du classement général
  - 2018 : 5e du classement général
  - 2019 : 6e du classement général
  - 2021 : 9e du classement général
  - 2022 : 22e du classement général
  - 2023 : 21e du classement général
  - 2024 : 19e du classement général

- Coupe du monde de cross-country short track
  - 2022 : 21e du classement général
  - 2023 : 16e du classement général
  - 2024 : 17e du classement général

### Championnats d'Europe
- 2016
  - 7e du cross-country espoirs
- 2017 
  -  Médaillée de bronze du cross-country espoirs
- 2021 
  -  Médaillée de bronze du cross-country

### Championnats des Pays-Bas
- 2016
  - 3e du cross-country
- 2017
  -  Championne des Pays-Bas de cross-country
- 2019
  -  Championne des Pays-Bas de cross-country
- 2020
  - 2e du cross-country
- 2021
  -  Championne des Pays-Bas de cross-country